# 茅根伊予之介

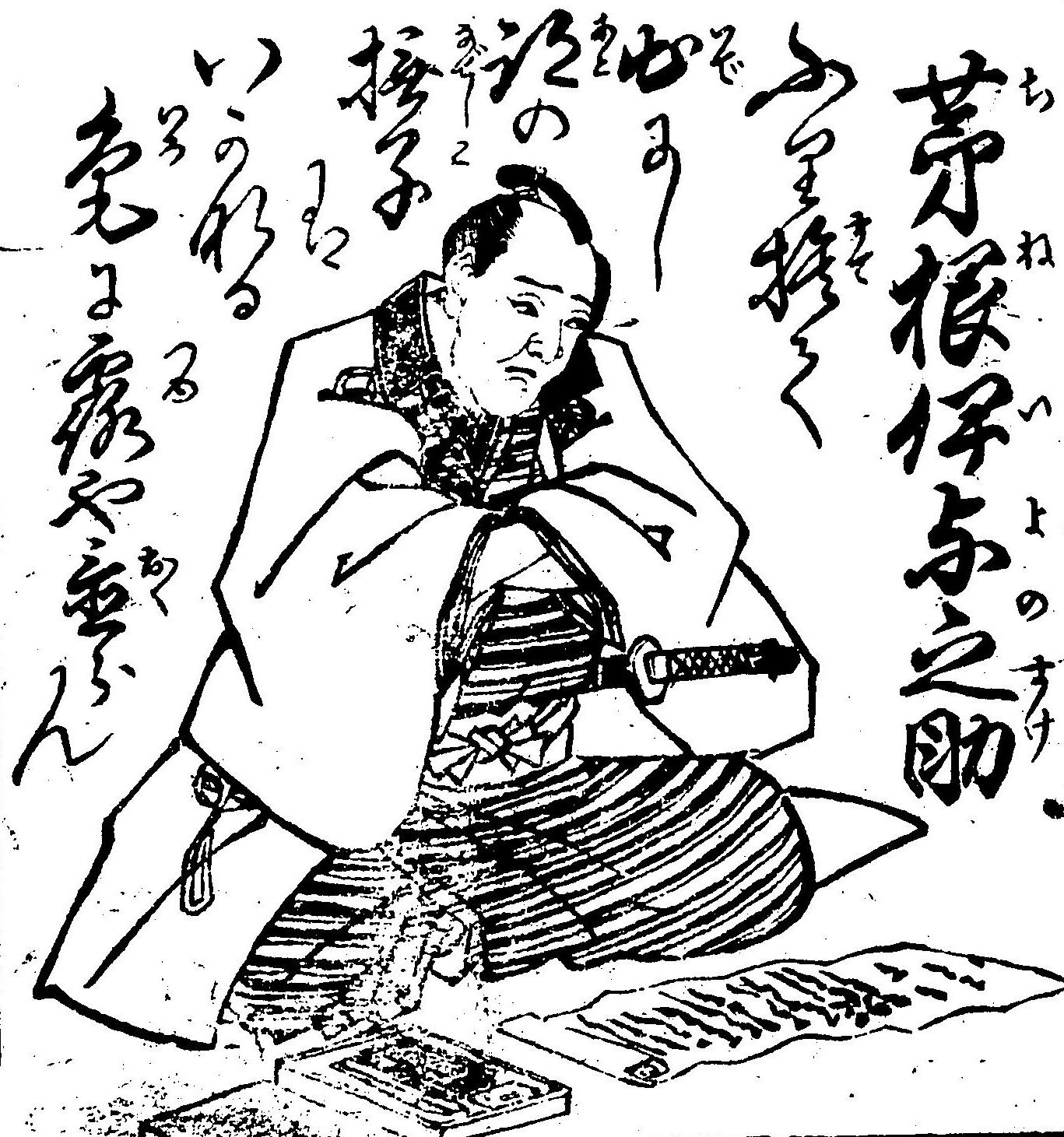
茅根伊予之介

茅根 伊予之介（ちのね　いよのすけ、文政7年（1824年） - 安政6年8月27日（1859年9月23日））は、江戸時代末期（幕末）の水戸藩士。本姓は藤原氏。家系は常陸国の豪族小野崎氏の一門茅根氏。諱は為宜、泰。字は伯陽、士誠。号は寒緑。

## 生涯
文政7年（1824年）、茅根伊左衛門為俊の子として誕生。母は増子幸八郎叔茂の女。
伊予之介は為俊の嫡男であったが、父の死後に生まれたために伯父・為敬が家督相続していた。天保2年（1831年）、伯父の養子となり茅根家の後継となった。天保13年（1842年）4月、床机廻に抜擢された後、同年11月には学問出精により藩より賞せられる。翌天保14年（1843年）7月には藩校の弘道館の開設に向けて弘道館長に任ぜられ、藩士の教育に従事した。弘化元年（1844年）、藩主・徳川斉昭が江戸幕府から嫌疑を受けて致仕・謹慎すると、宥免運動に参加した。これにより伊予之介も職を解かれるが、下野している間、家塾・養正舎を開き、国家のために尽くす人材を養成する道を歩んだ。
その後、藩内の尊皇攘夷派と佐幕派の対立が激化すると、伊予之介も尊皇派として抗争に参加、斉昭が復権を果たすと同時に伊予之介も復職した。安政元年（1854年）、マシュー・ペリー提督率いるアメリカ合衆国東インド艦隊が日本に再来し、江戸表の緊張が高まったため、伊予之介は水戸藩江戸藩邸の警護の任に就いた。同年4月には小十人組、弘道館訓導の職を経て、12月には郡奉行奥右筆頭取となり、藩内佐幕派の一大勢力であった結城寅寿ら結城派の取り締まり、処罰に尽力した。以後は藩校・弘道館の開設に尽くし、同年10月には江戸定となる。安政4年（1857年）11月、奥右筆頭取を兼務し、翌安政5年（1858年）、藩主斉昭が幕府の大老・井伊直弼との対立により蟄居謹慎となり、再び斉昭の宥免運動に奔走する一方、将軍継嗣問題に絡み、斉昭の実子・徳川慶喜を将軍後継に定める運動を続けた。
しかし、戊午の密勅、安政の大獄、日米修好通商条約調印の問題に絡み、尽く井伊側と対立した結果、幕府より不穏分子として警戒を招き、安政6年（1859年）、伊予之介はともに国事に奔走していた水戸藩家老・安島帯刀とともに幕府評定所に出頭を命ぜられることとなった。評定所に出頭した伊予之介は摂津国三田藩九鬼氏の江戸藩邸に預けられ、同年4月、死罪の評定を受け、8月27日、伝馬町の牢内で斬首となった。享年36。
子に一男（熊太郎）一女あり。
墓所は茨城県水戸市松本町常磐共有墓地。位階は贈正四位。靖国神社合祀。
辞世の句
```
 振り捨てて 出にし後の 撫子は 如何なる色に 露や送らん
```

## 家系
小野崎通長－茅根通景（次男、大和守）－茅根通茂－茅根通利－茅根通村… 